# Галичина (футбольный клуб, Львов)
«Галичина» — украинский любительский футбольный клуб, представлявший город Львов. Создан на базе клуба «Карпаты» (Каменка-Бугская). Выступал в любительском чемпионате Украины 2007 года, участник Кубка Украины 2007/08. Обладатель Кубка Украины среди любителей 2006 года.

## Прежние названия
- 2001—2003: «Карпаты-3» (Львов)
- 2003—2004: «Галичина-Карпаты» (Львов)
- 2007—2008: «Галичина» (Львов)

## История
Летом 2001 года футбольный клуб Первой лиги ФК «Львов» объединился с львовскими «Карпатами». Его место в первой лиге заняли львовские «Карпаты-2». Место же «Карпат-2» во Второй лиге заняла вновь созданная команда «Карпаты-3». Перед сезоном 2003/04 команда изменила своё название на «Галичина-Карпаты». В связи с тем, что основная команда «Карпаты» (Львов) по итогам сезона 2003/04 потеряла место в высшей лиге, команда «Карпаты-2» была переведена во вторую лигу, а третья команда «Карпат» была лишена профессионального статуса.
В 2007 году на базе клуба «Карпаты» (Каменка-Бугская) команда была возрождена под названием «Галичина» (Львов). Новая команда стала правопреемницей «Карпат» (Каменка-Бугская), заняла её место в чемпионате Львовской области, унаследовала кубок Украины среди любительских команд, а также место в розыгрыше следующего любительского чемпионата и Кубка.

## Достижения
достижения ФК «Карпаты» Каменка-Бугская см. здесь.
- Финалист Кубка Украины среди любителей — 2008.
- Серебряный призёр чемпионата Львовской области — 2007, 2008.
- Победитель Мемориала Эрнеста Юста — 2008.

## Главные тренеры
- Виктор Ходукин (2001—2002)
- Владимир Безубяк (2002—2004)